# Sery (Yonne)
Sery település Franciaországban, Yonne megyében. Lakosainak száma 76 fő (2022. január 1.). Sery Prégilbert, Mailly-la-Ville, Bessy-sur-Cure és Trucy-sur-Yonne községekkel határos.

## Népesség
A település népessége az elmúlt években az alábbi módon változott:
| Lakosok száma | 106  | 105  | 99   | 91   | 84   | 80   | 76   | 72   | 76   |
|               | 2013 | 2015 | 2016 | 2017 | 2018 | 2019 | 2020 | 2021 | 2022 |